# Asma Ouahab

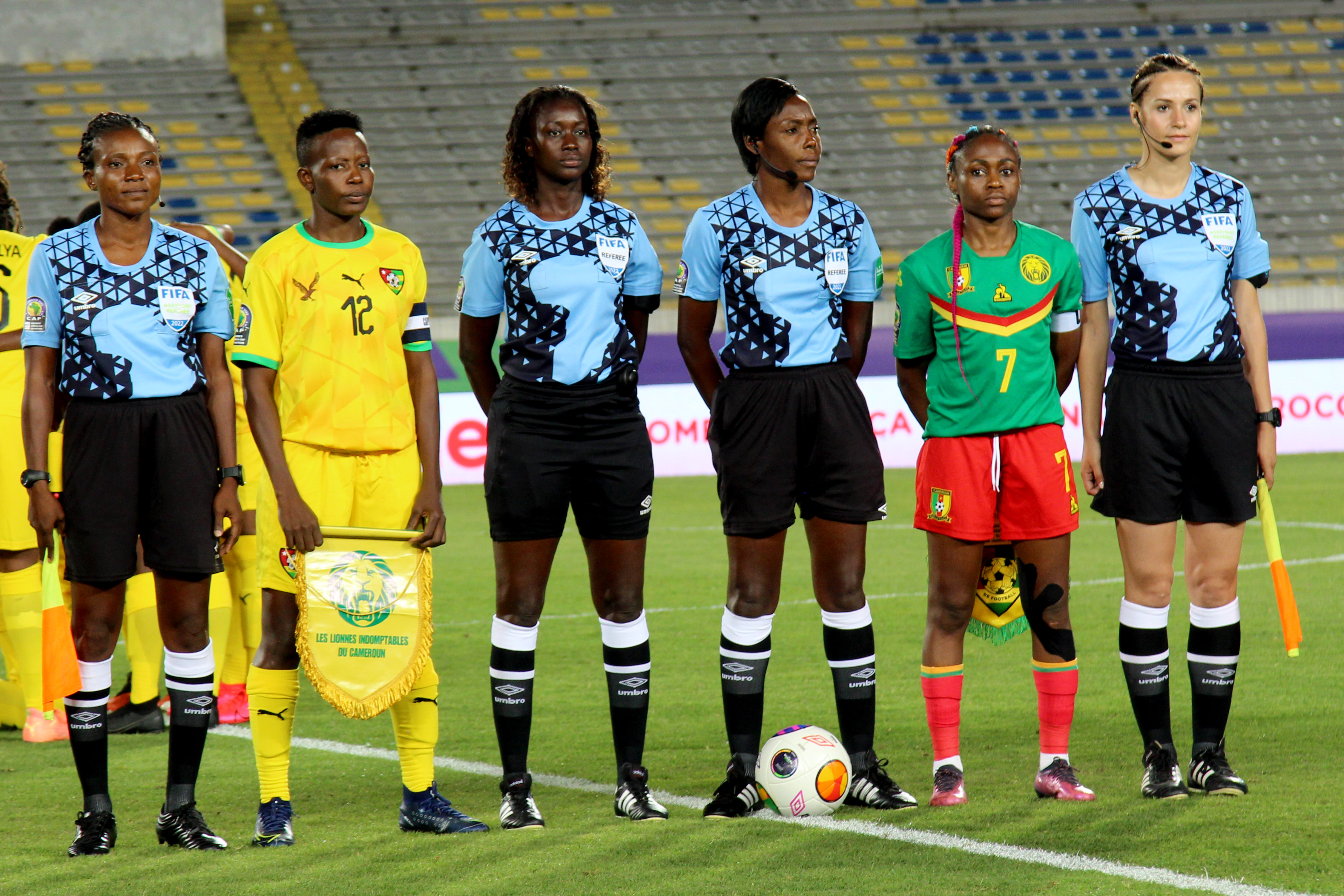
Asma Ouahab (rechts)

Asma Feriel Ouahab ist eine algerische Fußballschiedsrichterassistentin.
Seit 2018 steht sie auf der Liste der FIFA-Schiedsrichter und leitet internationale Fußballpartien.
Ouahab war unter anderem Schiedsrichterassistentin beim Afrika-Cup 2022 in Marokko, beim U-17-Afrika-Cup 2023 in Algerien und bei der U-20-Weltmeisterschaft 2024 in Kolumbien.